# آرمل لاگو
آرمل لاگو (انگلیسی: Armelle Lago؛ زادهٔ ۵ ژانویهٔ ۱۹۸۶) بازیکن فوتبال اهل فرانسه است.
از باشگاه‌هایی که در آن بازی کرده‌است می‌توان به باشگاه فوتبال پاری سن-ژرمن اشاره کرد.
وی همچنین در تیم ملی فوتبال زنان ساحل عاج بازی کرده‌است.